# Nechita-Adrian Oros
Nichita-Adrian Oros (n. 9 iulie 1965, Gherla, Cluj, România) a fost ministrul Agriculturii și Dezvoltării Rurale în Guvernul Ludovic Orban (1). De asemenea, are funcția de deputat în Parlamentul României, ales în 2016 din partea Partidului Național Liberal.